# Брайтшайд (Гессен)
Брайтшайд (нім. Breitscheid) — громада в Німеччині, знаходиться в землі Гессен. Підпорядковується адміністративному округу Гіссен. Входить до складу району Лан-Дилль.
Площа — 31,74 км2. Населення становить 4672 ос. (станом на 31 грудня 2020).